# کبوتر شاهی زردفام
کبوتر شاهی زردفام (نام علمی: Ducula subflavescens)، همچنین به عنوان کبوتر شاهی زردرنگ یا کبوتر شاهی بیسمارک (که سبب اشتباه گرفتن آسان با D. melanochroa می‌شود) نیز شناخته می‌شود، یک گونه نسبتاً بزرگ از پرندگان در خانواده کبوتران است. این گونه بوم‌زاد جنگل‌ها و جنگل‌های مجمع‌الجزایر بیسمارک است و از دست دادن زیستگاه آن را تهدید می‌کند.
اغلب به عنوان یک زیرگونه از کبوتر شاهی تورسی در نظر گرفته می‌شود (که به نوبه خود گاهی زیرگونه‌ای از کبوتر شاهی دورنگ در نظر گرفته می‌شود)، اما به‌طور فزاینده‌ای به عنوان یک گونه جداگانه در نظر گرفته می‌شود. این کبوتر شبیه کبوتر شاهی تورسی است، اما دارای پرهای متمایز به رنگ زرد و پایه‌ای مایل به آبی روی منقار است.